# Burydzi
Burydzi – muzułmańska dynastia władająca Damaszkiem i południową Syrią w latach 1104-1154.
Właściwy protoplasta dynastii Burydów, Tughtakin, był atabegiem Seldżukidy Dukaka, panującego w Damaszku. W roku 1104 Dukak zmarł, pozostawiając nieletniego syna Tutusza, w którego imieniu Tughtakin rządził jako atabeg. Także Tutusz jednak wkrótce zmarł i Tughtakin stał się władcą samodzielnym. W roku 1108/1109 zawarł on umowę z królem jerozolimskim Baldwinem I dotyczącą podziału dochodów z ziem uprawnych leżących na zachód od Jeziora Tyberiadzkiego oraz nad górnym Jordanem, w roku następnym zaś podobną umowę, tym razem dotyczącą Doliny Bekaa, z hrabią Trypolisu Bertrandem. Kiedy w roku 1111 do Syrii przybyła wyprawa wysłana przez sułtana Wielkich Seldżuków Mohammada Tapara przeciwko krzyżowcom, Tughtakin przyjął ją niezbyt przyjaźnie. Podczas kolejnej wyprawy w roku 1113 asasyni zabili jej dowódcę, namiestnika Mosulu Maududa. Rozeszły się pogłoski, że Tughtakin, który nieco później udzielił im schronienia w Damaszku, był uwikłany w tę zbrodnię. W istocie po kilku miesiącach zawarł on nowy rozejm z Baldwinem I, a kiedy w 1115 do Syrii przybyła kolejna wyprawa Wielkich Seldżuków, Tughtakin otwarcie wystąpił przeciwko nim w ramach koalicji złożonej z Aleppa, Księstwa Antiochii i Ilghaziego z rodu Artukidów, chociaż ostatecznie nie wziął udziału w walce. Władcy syryjscy mniej obawiali się Franków, niż aliansu z sułtanem. Jednak regent Antiochii Roger z Salerno odniósł nad armią Wielkich Seldżuków w bitwie pod Danis bardziej zdecydowane zwycięstwo niż Tughtakin by sobie tego życzył. W tej sytuacji w roku 1116 Tughtakin udał się do Bagdadu i zawarł pokój z sułtanem, otrzymując oficjalne uznanie swojej władzy w Syrii jako jego wasal. W roku 1118 zawarł on przymierze z Fatymidami i przez dwa lub trzy miesiące połączone armie Egipcjan i Damaszku stały naprzeciwko armii nowego króla jerozolimskiego Baldwina II, nie ośmielając zaatakować się nawzajem, dopóki Tughtakin nie zdecydował się wycofać. W roku 1119 współdziałał on z Ilghazim, który działając samodzielnie zadał Rogerowi z Salerno druzgocącą klęskę w bitwie na Krwawym Polu, ale potem wraz z siłami Burydów oddał pole walki połączonym siłom krzyżowców w drugiej bitwie pod Danis. Tughtakin i Ilghazi ze zmiennym szczęściem wspólnie walczyli z krzyżowcami aż do śmierci tego ostatniego w roku 1122. Następnie władca Damaszku współdziałał z Balakiem, następcą Ilghaziego w Aleppo, oraz jego kolejnym władcą, Ak Sunkurem al-Bursukim. Nie zapobiegło to jednak klęsce jaką w roku 1126 zadał mu Baldwin II w bitwie pod Mardż as-Saffar. 
W roku 1128 Tughtakin zmarł i władzę przejął po nim jego syn Buri, który już w drugim roku swego panowania doprowadził do masowej zagłady asasynów oraz musiał odpierać nieudany atak krzyżowców. Tymczasem w roku objęcia władzy przez Buriego Aleppo zajął namiestnik Mosulu Zanki i odtąd głównym celem jego polityki w Syrii stało się opanowanie Damaszku. Pierwszy atak podjął on już w roku 1130, kiedy zdobył Hamę i w zdradziecki sposób pojmał władcę tego miasta, jednego z synów Buriego. Buri zmarł w roku 1132 od ran zadanych mu przez asasynów, a jego syn i następca, Isma'il, niepopularny wśród mieszkańców, zwrócił się do Zankiego z prośbą o interwencję. Zanim jednak Zanki przybył ze swoją armią w początkach 1135 roku, Isma'il już nie żył, zamordowany z poduszczenia swojej matki, a jego miejsce zajął jego brat, Mahmud. Wojskom Zankiego stawił opór emir Mu'in ad-Din Unur, a Zanki, otrzymawszy od kalifa polecenie powrotu do Mosulu, wycofał się. W sierpniu 1135 Zanki zdobył Hims, jednak w niedługim czasie Unur go odzyskał i przełamał ponowne oblężenie przez wojska Zankiego w roku 1137. W roku 1138 Zanki poślubił wdowę po Burim i otrzymał Hims w posagu. Kiedy w 1139 w wyniku spisku pałacowego został zamordowany Mahmud, rzeczywistą władzę w Damaszku, jako atabeg, zaczął sprawować Unur, a ponaglany przez swoją nową żonę Zanki rozpoczął oblężenie miasta. Doprowadzony do ostateczności Unur zwrócił się o pomoc do króla jerozolimskiego Fulko i w obliczu nowego zagrożenia Zanki przerwał oblężenie i wycofał się.
Dobre stosunki pomiędzy królestwem jerozolimskim i Unurem przetrwały do roku 1148, kiedy w Jerozolimie za cel drugiej wyprawy krzyżowej obrano Damaszek. W tej nowej sytuacji Unur zwrócił się o pomoc do następcy Zankiego, Nur ad-Dina, i krzyżowcy odstąpili od oblężenia. W sierpniu 1149 Unur zmarł, a Damaszek znalazł się w kleszczach dwóch agresywnych potęg. Wśród mieszkańców narastało pragnienie opowiedzenia się za rządami Nur ad-Dina, jednak ostatni z Burydów, Uwak, usiłował utrzymać niezależność mimo zewnętrznego zagrożenia i niechęci poddanych. Ostatecznie Nur ad-Din zajął Damaszek w kwietniu 1154 roku, gdy w wyniku zmowy mieszczan jego armia została wpuszczona do miasta, a tym samym dzieje dynastii Burydów dobiegły końca.

## Burydzi
- Abu Mansur Zahir ad-Din Tughtakin, 1104-1128
- Abu Said Tadż al-Muluk Buri, 1128-1132
- Szams al-Muluk Isma'il, 1132-1135
- Abu al-Kasim Szihab ad-Din Mahmud, 1135-1139
- Abu Mansur Dżamal ad-Din Szams ad-Daula Muhammad, 1139-1140
- Abu Said Mudżir ad-Din Uwak, 1140-1154[6]